# Bussière-Saint-Georges
Bussière-Saint-Georges település Franciaországban, Creuse megyében. Lakosainak száma 259 fő (2022. január 1.). Bussière-Saint-Georges Saint-Priest-la-Marche, Boussac-Bourg, Malleret-Boussac, Nouzerines, Saint-Marien és Vijon községekkel határos.

## Népesség
A település népességének változása:
| Lakosok száma | 422  | 256  | 239  | 208  | 248  | 255  | 256  | 253  | 252  | 259  |
|               | 1968 | 1982 | 1990 | 2006 | 2013 | 2015 | 2017 | 2019 | 2020 | 2022 |